# Via romana del Capsacosta
La via romana del Capsacosta és una antiga via romana entre el Pas dels Traginers a la Vall de Bianya i Sant Pau Vell a Sant Pau de Segúries passant pel coll del Capsacosta. Està declarada Bé Cultural d'Interès Nacional. És un tram de la Via Ànnia que comunicava el Rosselló amb l'Empordà passant pel Vallespir i el coll d'Ares com a variant de la Via Augusta.

## Descripció
La via romana del Capsacosta és un camí que ha estat transitat des de temps remots fins pràcticament els nostres dies: en els darrers anys com a camí ramader, i anteriorment com a única via de pas existent cap a la vall de Camprodon des de la vall de Bianya, és a dir, comunicant la plana amb els Pirineus. L'únic tram de tota la via del Capsacosta que s'ha conservat en molt bon estat transcorre entre Sant Pau Vell, al terme municipal de Sant Pau de Segúries (Ripollès), i el pas dels Traginers, a la Vall de Bianya (Garrotxa), amb una longitud total de 8 quilòmetres. Al llarg del seu recorregut es poden contemplar els trams empedrats de la via amb els elements relacionats directament amb la construcció del camí, com els desguassos d'aigua, la pedrera d'extracció per a la construcció de la via, ponts, reservoris d'aigua, hostals... Conserva quasi intactes més de sis quilòmetres d'empedrat, juntament amb els murs de contenció, voreres i trencaaigües. Sortia de Llocalou i, per la Riba i Ca l'Enric, arribava a la casa de la Coromina. A partir d'aquest tram la carretera actual s'allunya del primitiu traçat romà, per la qual cosa el seu estat de conservació és òptim. Discorre per la Pineda, Can Pere Sastre, Can Climent i el Callís i s'enfila cap al Capsacosta.

## Història
La via s'iniciava al Rosselló i passava pels pobles nord-catalans. Des de l'actual Voló arribava fins a Ceret, per seguir vers els Banys d'Arles, Arles, Prats de Molló i Camprodon. Una vegada aquí anava fins a Sant Pau de Segúries, baixava el Capsacosta per continuar per la Vall de Bianya fins a Besalú i s'unia després amb la via principal. Va ser molt utilitzada durant l'edat mitjana i ha estat restaurada recentment per les brigades de la Diputació de Girona. Durant l'hivern de 1981-1982, durant unes prospeccions de petroli es varen fer malbé alguns metres de l'antiga via.